# Мариви Билбао
Мария Виктория Билбао-Гойоага Алварес, по-известна като Мариви Билбао (на испански: Marivi Bilbao) е испанска актриса, особено позната с ролята си на Мариса Бенито в Щурите съседи и на Изаскун Сагастуме в Новите съседи.

## Биография
Родена е на 22 януари 1930 година в Билбао, Страна на баските, Испания. Започва много рано като театрална актриса, участваща в постановки с групата на Испанската култура в Билбао и с групата Акеларе, на която е основател. Прави филмов дебют с водещи роли в късометражни филми. От 1981 г. играе във филми на Хуама Ортуосте, Хавиер Реболо, Даниел Калпарсоро и др. Като признание за професионализма си получава наградата на Асоциацията на баските актьори El Abrazo („Прегръдката“) през 1996 г., а през 1997 г. – наградата Séller на вестник El Mundo.
Голямата ѝ известност идва с телевизионния сериал Щурите съседи, в който работи повече от три години под режисурата на Алберто Кабайеро (2003 – 2006). През 2007 г. продължава в нов сериал със същия технически и актьорски екип, но с различни персонажи, излъчен от канала Telecinco, La que se avecina.
В продължение на много години е участвала в много програми и серии с Баската автономна телевизия (Euskal Telebista, Televisión Autonómica Vasca).
През 2006 г. е избрана, след гласуване, за официално лице на празненствата „Голямата седмица на Билбао“.
През март 2007 година присъства на раздаването на наградите Оскар, тъй като късометражният филм Éramos pocos на баския режисьор Борха Кобеага, в който тя играе главната роля, е номиниран. Това е второто ѝ участие във филм на този режисьор – две години по-рано се снима в La primera, с който печели наградите за най-добра актриса на Festival de Cine Internacional de Orense и на Festival de Cine de Málaga.
На 14 юни 2008 година получава наградата Huesca на международния фестивал в Уеска (Festival Internacional de Cine de Huesca), като признание за професионалната ѝ кариера.
Редовно участва в кампанията за подкрепа на страдащите от множествена склероза в Страната на баските.
През есента на 2012 г. се отказва от актьорската кариера поради влошено здраве. Умира само няколко месеца по-късно – рано сутринта на 3 април 2013 г. в дома си в родния град Билбао.

## Филмография (непълна)
- Не контролирай (No Controles) – (2010)
- Сукалде контуак или Тайни от кухнята (Sukalde kontuak o Secretos de cocina) – (2009)
- Тройка аса: тайната на Атлантида (Trío de ases: el secreto de la Atlántida) – (2008)

## Късометражни (непълна)
- Лала (Lala) – (2009)
- Свечеряване (Atardecer) – (2009)
- Мазе (Sótano) – (2008)

## Телевизионни сериали
- Новите съседи (74 епизода, 2007-2012)
- Изключи светлината (Apaga la luz – 2007)
- Щурите съседи (Aquí no hay quien viva, 90 епизода, 2003-2006)
- Шоуто на канал 3 (El show de la 3 – 2005)
- Уважаемите ми жертви (Mis estimadas víctimas – 2005)
- Между два огъня (Entre dos fuegos – 1998)